# Proctoria
Proctoria là một chi thực vật có hoa trong họ, Orchidaceae.